# پسران آزادی

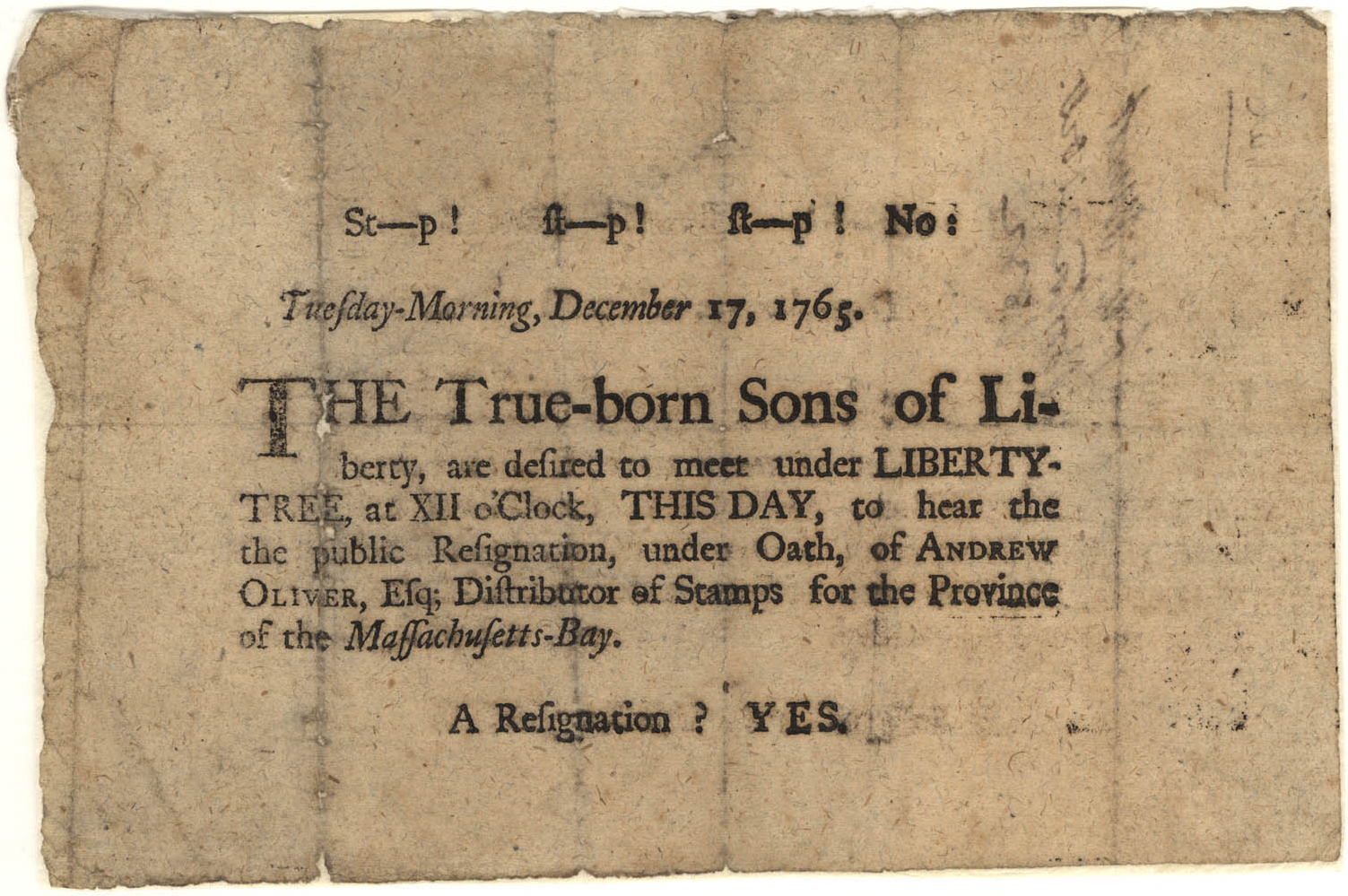
پوستری در سال ۱۷۶۵، در مورد سازمان‌های «پسران آزادی» و اصول آن‌ها

پرچم نه خط پسران آزادی

پسران آزادی یک سازمان انقلابی مخفی بود که برای دفاع از حقوق مستعمره‌های اروپایی و مبارزه‌های مالیاتی با پادشاهی بریتانیای کبیر در مستعمرات سیزده‌گانه به وجود آمده بود. پسران آزادی در نبردی که در پی قانون تمبر به وجود آمد در اکثر مستعمرات نقشی فعال داشتند. پس از الغای قانون تمبر این سازمان نیز رسماً منحل شد. با این حال، در سال‌های پیش از انقلاب آمریکا نام پسران آزادی در توصیف بسیاری از گروه‌های جدایی‌طلب به کار برده می‌شد.
در افکار عمومی، پسران آزادی یک سازمان رسمی زیرزمینی بود که اعضا و رهبران شناخته‌شده‌ای داشت. به احتمال زیاد، این نام به عنوان یک اصطلاح زیرزمینی برای هر شخصی که دربرابر قوانین و مالیات سلطنتی مقاومت می‌کرده به کار می‌رفته‌است. این برچسب شناخته شده به انقلابیان اجازه می‌داد تا احضارهای ناشناسی که به درخت آزادی یا تیرک آزادی یا سایر محل‌های ملاقات عمومی انجام می‌شد را بپذیرند. علاوه بر این، این نام می‌توانست اعمالی که بر ضد پارلمان یا دربار بریتانیا در مستعمرات انجام می‌شد را متحد کند. شعار آنها «نفی مالیات بدون نمایندگی» بود.